# Ernst Hairer
Ernst Hairer (19 de junho de 1949) é um matemático austríaco, professor de matemática na Universidade de Genebra, conhecido por seu trabalho em análise numérica.
Obteve um doutorado na Universidade de Innsbruck, orientado por Gerhard Wanner.
É pai do matemático Martin Hairer, que ganhou a Medalha Fields de 2014.
Foi membro dos conselhos editoriais das revistas Mathematics of Computation e Journal of Scientific Computing.
Escreveu, com outros, Solving Ordinary Differential Equations (Hairer, Nørsett, Wanner) e L'analyse au fil de l'histoire (Hairer, Wanner).

## Prêmios e honrarias
Hairer é doutor honoris causa pela Universidade de Lund.
Em 2003 foi agraciado, juntamente com Gerhard Wanner, o Prêmio Peter Henrici da Society for Industrial and Applied Mathematics.
Em 2009 uma conferência sobre computação científica e equações diferenciais foi realizada em homenagem ao seu 60º aniversário, na Universidade de Genebra, e no mesmo ano a 7ª Conferência Internacional de Análise Numérica e Matemática Aplicada em Creta foi dedicada em sua homenagem.
Em 2009-2010 foi professor convidado John-von-Neumann na Universidade Técnica de Munique.